# Château-la-Vallière
Château-la-Vallière is een gemeente in het Franse departement Indre-et-Loire (regio Centre-Val de Loire). De plaats maakt deel uit van het arrondissement Tours. Château-la-Vallière telde op 1 januari 2022 1.734 inwoners.

## Geografie
De oppervlakte van Château-la-Vallière bedroeg op 1 januari 2022 19,80 vierkante kilometer; de bevolkingsdichtheid was toen 87,6 inwoners per km².

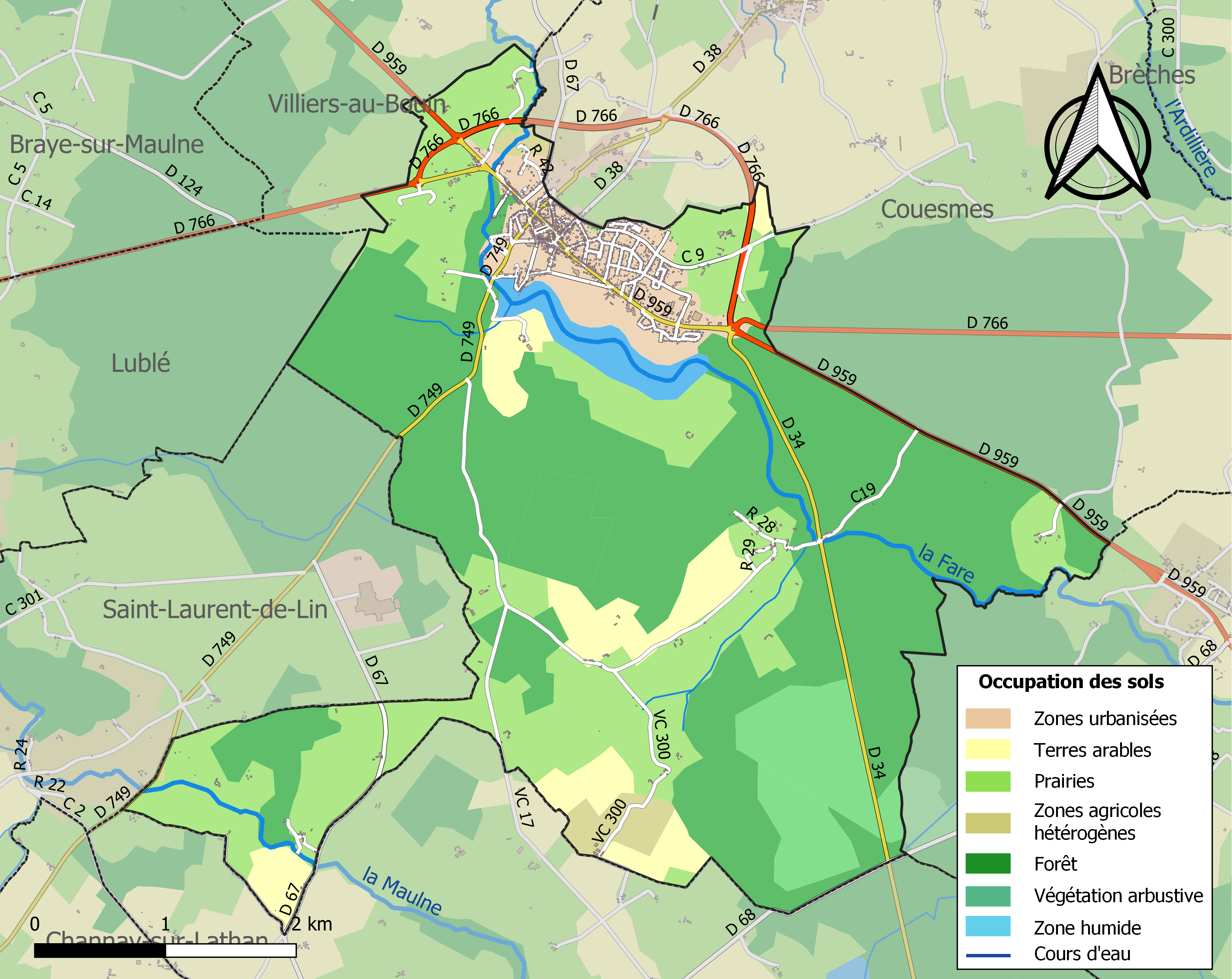
Kaart van de gemeente met belangrijkste infrastructuur, bodemgebruik en omliggende gemeenten

## Demografie
Onderstaande figuur toont het verloop van het inwonertal (bron: INSEE-tellingen).